# Association pour le retour des trésors éthiopiens de Magdala
AFROMET (Association pour le retour des trésors éthiopiens de Magdala) est une organisation qui recherche le retour des trésors pillés en Ethiopie.

## Histoire
Après la bataille de Magdala en 1868, l'expédition britannique victorieuse a pillé un grand nombre de livres et d'artefacts non seulement dans la ville de Maqdala mais aussi dans l'église chrétienne éthiopienne de Medhane Alem .
Selon Henry M. Stanley, le butin comprenait "une variété infinie de croix en or, en argent et en laiton", ainsi que "des tas de parchemins royalement illuminés". Quinze éléphants et près de deux cents mulets ont été utilisés pour porter le butin dans la plaine environnante de Dalanta  pour des ventes aux enchères. Richard Holmes, alors assistant au département des manuscrits du British Museum, a acheté 350 manuscrits et divers objets, comme la couronne de l' Abun (chef de l'Église éthiopienne).
La plupart du butin est toujours introuvable; certaines pièces sont connues pour être conservés dans des collections publiques telles que le British Museum . Par exemple, un manuscrit de la Bodleian Library porte une note au crayon: "pris dans une église de Maqdala en 1868" .[réf. nécessaire]
Au milieu du XXe siècle, le droit et l'opinion mondiale en sont venus progressivement à interdire le pillage, notamment codifié dans la quatrième Convention de Genève. Un problème demeure quant au statut des biens pillés précédemment. Un certain nombre d'efforts pour restituer des objets culturels se sont multipliés dans le monde. AFROMET en fait partie.

## Suites
Le gouvernement éthiopien a réclamé la restitution des biens pillés trois ans après la bataille, avec un certain succès.  Cependant, les progrès ont été lents.
Lady Valérie Meux a légué sa collection de manuscrits éthiopiens à l'empereur Menilek II, mais son testament a été annulé peu de temps après sa mort en 1910, au motif que Menilek était mort lorsque Lady Meux est décédée (ce qui, en fait, est faux; il est mort en 1913 et avait des héritiers).
Le gouvernement britannique a parfois rendu certains des objets pillés. En 1965, la reine Elizabeth II a rendu à l'empereur Haile Selassie I le bonnet royal et le sceau de Tewodros II .
AFROMET a été formé pour faire systématiquement pression pour la restitution des objets, en utilisant les moyens légaux et la pression publique. Jusqu'à présent, 10 articles ont été retournés par des donateurs privés, dont un livre des psaumes écrit à la main, deux tabots et un bouclier. Plus de 460 articles sont toujours réclamés.